# EX-204
La EX-204 es una carretera de titularidad de la Junta de Extremadura. Su categoría es intercomarcal. La denominación es  EX-204 , de Coria a límite de provincia de Salamanca por Las Hurdes. También se la conoce como la carretera de Las Hurdes.

## Historia de la carretera
Es el último de los cinco tramos en que está dividida la antigua  C-512 , cuya nomenclatura cambió a  EX-204  al redefinirse la Red de Carreteras de Extremadura en 1997.

## Inicio
Tiene su origen en la intersección con la  EX-108 , cerca de la localidad de Coria. (40°00′32″N 6°33′38″O / 40.008928, -6.560531)

## Final
El final está en el límite de provincia de Salamanca, cerca de la localidad de Riomalo de Abajo, en el puente sobre el río Ladrillar, en la  SA-225 . (40°24′15″N 6°05′02″O / 40.404278, -6.083964)

## Trazado, localidades y carreteras enlazadas
La longitud real de la carretera es de 73.170 m, de los que la totalidad discurren en la provincia de Cáceres.
Su desarrollo es el siguiente:
| P. K.           | HITO                                                                        |
| --------------- | --------------------------------------------------------------------------- |
| 0+000           | Inicio: EX-108 (Coria)                                                      |
| 5+060 - 5+090   | Puente sobre arroyo                                                         |
| 6+250 - 6+660   | Travesía de Calzadilla                                                      |
| 13+500          | Intersección CC-43 (Coria)                                                  |
| 14+460 - 14+710 | Travesía de Guijo de Coria                                                  |
| 15+190          | Intersección camino a embalse de Borbollón                                  |
| 15+200          | Intersección CC-11.4 (Guijo de Galisteo)                                    |
| 19+920          | Acceso a Villa del Campo                                                    |
| 21+160 - 21+850 | Travesía de Pozuelo de Zarzón                                               |
| 21+370          | Glorieta. Intersección EX-370 (Plasencia) y CC-8.2 (Santa Cruz de Paniagua) |
| 22+120          | Intersección CC-115 (Villasbuenas de Gata)                                  |
| 27+470 - 28+140 | Travesía de Villanueva de la Sierra                                         |
| 28+000          | Glorieta intersección EX-205                                                |
| 32+850 -32+860  | Puente sobre el río Tralgas                                                 |
| 32+900 - 33+570 | Travesía de Torrecilla de los Ángeles                                       |
| 33+260          | Intersección CC-83 (Hernán-Pérez)                                           |
| 39+780          | Intersección CC-155 (Ovejuela)                                              |
| 42+180 - 43+530 | Travesía de Pinofranqueado                                                  |
| 42+570          | Intersección CC-110 (Pedro Muñoz)                                           |
| 42+620 - 42+670 | Puente sobre el río de Los Ángeles                                          |
| 42+970          | Intersección CC-156 (Muela) y CC-157 (Sauceda)                              |
| 44+760 - 45+100 | Travesía de Mesegal                                                         |
| 47+180 - 48+700 | Travesía de Caminomorisco                                                   |
| 47+830          | Intersección CC-11.7 (Casar de Palomero)                                    |
| 49+550          | Intersección acceso a Huerta                                                |
| 51+600          | Intersección CC-156.2 (Cambrón)                                             |
| 53+040 - 53+710 | Travesía de Cambroncino                                                     |
| 53+550 - 53+580 | Puente sobre el arroyo de Cambroncino                                       |
| 56+570          | Intersección camino acceso a presa de Las Tapias                            |
| 57+540          | Intersección CC-64 (La Pesga)                                               |
| 61+650 - 63+050 | Travesía de Vegas de Coria                                                  |
| 61+900 - 62+000 | Puente sobre el río Hurdano                                                 |
| 62+020          | Intersección CC-55.1 (Casares de las Hurdes)                                |
| 62+700          | Intersección CC-159 (Arrolobos)                                             |
| 64+090          | Intersección CC-159 (Arrolobos)                                             |
| 69+300          | Intersección (Las Mestas)                                                   |
| 71+420          | Intersección camino a La Rebollosa                                          |
| 72+890 - 73+230 | Travesía de Riomalo de Abajo                                                |
| 73+160 - 73+190 | Puente sobre río Ladrillar                                                  |
| 73+170          | Fin: Límite de Salamanca ()                                                 |

## Otros datos de interés
(IMD, estructuras singulares, tramos desdoblados, etc.).
La carretera tiene una plataforma de 9 metros, con dos carriles de 3,50 metros y dos arcenes de 1 m.
Los datos sobre Intensidades Medias Diarias en el año 2006 son los siguientes:
| P. K.                     | IMD   | Ligeros | Pesados | % Pesados |
| ------------------------- | ----- | ------- | ------- | --------- |
| 20+200                    | 1.140 | 1.101   | 39      | 3,4       |
| 22+300                    | 1.867 | 1.666   | 202     | 10,8      |
| 29+000                    | 1.641 | 1.503   | 138     | 8,4       |
| 62+000                    | 945   | 916     | 28      | 3,0       |
| 73+100 (Riomalo de Abajo) | 260   | 253     | 7       | 2,6       |

## Evolución futura de la carretera
La carretera se encuentra acondicionada dentro de las actuaciones previstas en el Plan Regional de Carreteras de Extremadura.